# Jindřich Saxl
Jindřich Saxl (1. červen 1893, Brankovice – 5. červen 1942 Brno) byl zaměstnancem Městského stavebního ředitelství v Brně, jeho odboru městského stavebního úřadu, oddělení dopravních staveb.
Ve 30. letech byl odpovědný za dopravní strategii města Brna. Byl absolventem dopravního inženýrství na stavební fakultě vysokého učení technického v Brně. Velmi kriticky se vyjadřoval k přemístění brněnského hlavního nádraží na jiné místo. Byl propagátorem celistvého pohledu na problém železniční dopravy nejen z pohledu jejího vlastního provozu, ale i cílí, které má v konečném důsledku plnit (zájmy cestujících)a spolu s průmětem strukturálních poměrů měst a obcích, které železnice propojuje.
Po příchodu nacistů se aktivně zapojil jako hned několik výše postavených kolegů Magistrátu města Brna do protinacistického odboje. Byl ale v období tzv. druhého stanného práva dopaden a po mučení v Kounicových kolejích 1942 popraven.